# Военно дело
Военното дело е държавна (също наддържавна или поддържавна) дейност по поддръжка на въоръжените сили в мирно време, водене на бойни действия във военно време, както и подготовка на гражданското население за война.

## История
Военното дело съществува по времето на всеки етап от човешката история, тъй като е най-ефективното средство за отстояване на жизнени интереси на човечеството. В периода от 3600 година пр.н.е. до 1980 година са водени около 1455 войни (в това число и 2 световни войни), през който период са убити, починали от глад или епидемии над 3,6 милиарда души на Земята. По оценка на Н. П. Михневич на година мирен живот на човечеството се падат средно по 13 години война. Конфликти в обществото (държавата) и между различните общества са възниквали във всички стадии на развитие на човешкото общество и са оказвали значително влияние върху неговото развитие.
Военното дело започва да се култивира в обществото, както и всички други човешки деяния, насочено основно към поддържане на жизнените функции, като например продължаване на живота, рода и свободата.

## Организация
Въоръжените сили на дадена страна представляват правителствените военни сили и организации.
Те са създадени, за да защитават суверенитета и териториалната цялост на страната от външни и вътрешни агресори, да спомагат за осъществяване на политиката на управлението, да увеличават престижа и влиянието на правителството в международните и вътрешнополитическите отношения. В някои страни паравоенните сили са включени във въоръжените сили на нацията.
Изучаването на използването на въоръжените сили се нарича военна наука. Най-общо казано, тя включва отбраната на три нива: стратегия, оперативно изкуство и тактика. Въоръжените сили могат да се състоят от редовни и резервни части и се обуславят също от мащабите на страната, нейното географско положение и историческите, социални и културни традиции. Решаващо влияние обаче оказва икономиката и властта.
Въоръжените сили на различните държави се различават по численост, принципите на формиране, организационната структура и функциите, които изпълняват.
В повечето страни въоръжените сили са разделени на 3 вида войски: Сухопътни войски (СВ), Военноморски сили (ВМС) и Военновъздушни сили (ВВС). Често съществува жандармерия или паравоенна полиция, които според военната доктрина на страната може да не се включват към нейните въоръжени сили. Жандармерията се среща в много страни, но повечето англосаксонски държави не притежават такива сили. Някои страни нямат военноморски флот, тъй като нямат излаз на море.
Много държави следват стандартния модел на 3 основни вида войски. Такива са България, Китай, Южна Африка, Египет и Нидерландия.
Съединените щати имат 5 вида войски (СВ, ВМС, ВВС, Морска пехота и Брегова охрана), също като Италия (СВ, ВМС, ВВС, военна полиция (карабинери) и финансова полиция) и Германия (СВ (Хеер), ВМС (Марине), ВВС (Луфтвафе), Обединени отбранителни сили и Медико-санитарна служба).
Въоръжените сили могат да бъдат редовна (т.е. професионална) войска, чийто членове не се занимават с никаква друга професия освен подготовка и участие във военни действия. Много рядко съществува т.нар. гражданска армия, както в Швейцария. Гражданската армия (милиция, мобилизационен резерв) се мобилизира само при нужда. Нейното предимство е в по-ниските разходи за издръжка, а недостатък – че е обикновено по-зле обучена и организирана.
За да се обединят предимствата на вторите, в мирно време може да съществува малка войска от добре обучени военни, които представляват гръбнака на войската. При война към нея се добавят военни от военна повинност и запасняци. Този баланс между професионалисти и непрофесионална войска спомага за създаването на армии от порядъка на милиони души, нужни за съвременна тотална война.

### Военна наука
Тъй като повечето от концепциите и методите, използвани от военните, както и много от системите им нямат определена комерсиална употреба, голяма част от материалите са изследвани, проектирани, разработени и предложени за включване в арсенала от военни научни организации в рамките на общата военна структура. Следователно военните учени боравят с всички оръжия и услуги на въоръжените сили, на всички нива на военната командна йерархия.
Макар и занимаващи се и с изследвания в областта военната психология, и особено борбата срещу стреса, който влияе върху морала на войските, често по-голямата част от военните научни дейности са насочени към технологии за военно разузнаване, военни комуникации и подобряване на военните възможности чрез проучване, проектиране, разработка и създаване на прототипи на оръжия, поддръжка на военно оборудване и военни технологии като цяло, което включва всичко от глобалните мрежи за комуникация и самолетоносачите до материалите и храната.

### Военна логистика
Наличието на военни възможности не е достатъчно, ако те не се използват за или в бойните операции. За да се постигне това, се използва военна логистика – за логистично управление и логистично планиране на линиите за снабдяване, за консумативи и основно оборудване на войските.
Въпреки че най-често се занимава с военния транспорт като средство за доставки с използването на различни видове транспорт (от военни камиони да контейнеровози, опериращи от постоянни бази), военната логистика също така включва създаването на полеви снабдителни бази в тила на бойните зони и дори в предни точки за доставка.
Тези точки за доставка се използват и за осигуряване на военно-инженерни услуги, като например възстановяване на дефектни и изоставени превозни средства и оръжия, поддръжка на оръжия в полеви условия, ремонта и полевото модифициране на оръжия и оборудване, а в мирно време – и с програми за удължаването на живучестта на оборудването. Една от най-важните роли на логистиката е доставката на боеприпаси като основен вид консуматив, тяхното съхраняване и обезвреждане.

### Военно строителство
Всяка страна в историята на човечеството има специфични нужди за въоръжените си сили. От това как се определят тези нужди се формира основата на тяхната структура, оборудване и използване на съоръжения. Това също така определя действията на въоръжените сили в мирно и военно време.
Държавата приема собствена военна доктрина, която отговаря на нейните отбранителни потребности, които се формират в зависимост от географското положение, местния терен, наличието на съседни страни с враждебни и/или експанзионистични стремежи и др.
Всички въоръжени сили, независимо дали са малки или големи, представляват организации със специфични и ясно формулирани функции и структура. Въоръжените организации без такава специфика не могат да бъдат считани за въоръжени сили и се наричат нередовни сили – това са например партизанските отряди, но могат да бъдат и част от цялостната отбранителна мрежа на дадена страна, например войските за гражданска защита.

### Военно командване
Първата задача на въоръжените сили е да се утвърдят като сила, която има възможност за изпълнение на националната отбранителна политика. Прилагането на отбранителната политика, въпреки че може да бъде създадена от политици или политически анализатори, неизменно изисква специфични експертни познания за това как функционират въоръжените сили и как изпълняват своята роля.
Първото от тези умения е изграждането на обединена сила, която да е в състояние да действа съобразно политиката, както и когато е необходимо; затова първата функция на въоръжените сили е да се осигури военно командване. Сред ролите на военното командване е да превърне политиката в конкретни цели и задачи, които да се изразят по начин, разбираем за подчинените.
Военното командване извършва ефективна и ефикасна военна организация, възможна посредством делегиране на власт, която включва и организационни структури, в това число и по-големи като военни окръжия или военни зони, и по-малки като взводове. Командният елемент на въоръжените сили често има силно влияние върху организационната култура на силите.

### Команден състав
Друго изискване е за изграждане на военния команден състав, често наричан офицерски корпус, който командва подчинения военен състав, т.е. подофицери и войници/моряци, способни на изпълнение на много специализирани оперативни мисии и задачи, необходими за изпълнението на директивите на въоръжените сили.
Точно както в търговските предприятия, където в дадена корпоративна среда има директори, експерти и други служители, които изпълняват дневните си задачи като част от бизнес операциите или извършват управление на бизнес проект, военните също има своите рутинни процедури и проекти.
В мирно време, когато военния състав е зает главно в гарнизоните или в постоянните военни съоръжения, те в повечето случаи извършват административни задачи, дейности свързани с обучение и образование, както и поддръжка на технологичните средства. Друга роля на военния състав е да осигури нужната замяна на преминаващите в резерва военнослужещи посредством набор на нови, както и поддържането на военния резерв.

### Военни операции
Докато развитието на възможностите касае готовността на въоръжените сили да изпълняват функциите и ролите си в областта на отбраната, то това колко личен състав и оборудване да се използват в сражения, спечелването на битките, успешното приключване на кампаниите, и в крайна сметка на войната, е отговорност на военните операции. Те разглеждат интерпретирането на политиката във военни планове; разпределението на наличния капацитет за специфични стратегически, оперативни и тактически цели и задачи, промяната в дислокацията на въоръжените сили; взаимодействието, поддръжката и обслужването им по време на бойни действия; определянето на военните мисии и задачи по време на военните дийствия, отношението към военнопленниците и работата с военно-гражданските дела; окупационния режим на територията на врага; изземването на пленено оборудване, както и поддържане на обществения ред на заетите територии. По време на военните операции (или по време на съответното затишие), военното разузнаване осигурява обратната връзка относно изпълнението на даден план и доколко той съответства на предварителните очаквания.

## Военни действия
Основната причина за съществуването на въоръжените сили е употребата им в бойни действия, когато са задължени от националната политика, и съответно тяхното спечелване. Това е организационна цел на всеки вид въоръжени сили, и основната цел на военната мисъл през военната история.
Употребата на военна сила е термин, който е насочен от проектирането на военни сили (от разгръщането на отделни звена като полкове или катери на определени театри), до тяхната съвкупност. Във Войната в залива, Централното командване на САЩ контролира военните сили (единици) на всяка от четирите включени рода войски. Как се постига победа, и каква форма тя приема, се изучава от повечето, ако не от всички, военни групи на три нива.

### Стратегическа победа
Военната стратегия е съвкупното управление и организация на силите в дадена война или военна кампания от главнокомандуващ, разполагащ с големи военни сили (национални или съюзени), или на основни части от армии, военноморски сили и военновъздушни сили като армейска група, флот или военновъздушна групировка. Военната стратегия е дългосрочна проекция на политиката на воюващите страни, с поглед върху възможните резултати и последици, включително тези отвъд задълженията на чисто военното командване. Тя обръща повече внимание на логистиката и планирането, а след това на управлението на отделните военни части и бойните им действия. Обхватът на стратегическото военно планиране може да обхване седмици, а по-често месеци или дори години.

### Оперативна победа
Оперативната работа (в рамките на война и военна доктрина) e командното ниво, което координира детайлите на тактиката с общите цели на стратегията. Друг използван синоним е оперативно изкуство.
Оперативното ниво е на по-високо равнище от това, за което са от значение пряката видимост и ежедневните детайли; и на по-ниско от стратегическото, за което са важни икономическите и политическите съображения. Дадена структура е на оперативно ниво, ако е в състояние да извършва собствени операции, и е достатъчно голяма, за да бъде пряко подчинена на или да има значително влияние върху стратегическото ниво. Тази концепция е възприета за първи път от немската армия преди и по време на Втората световна война. На това ниво планирането и продължителността на действията отнема от седмица до месец, и се изпълнява от полевите армии и армейските корпуси или военноморските и военновъздушните им еквиваленти.

### Тактическа победа
Военната тактика се занимава с методите за въвличането и победата над врага в пряка битка. Тя обикновено се изпълнява от отделните бойни единици по часове или дни, и е насочена към конкретни и непосредствени задачи и цели на взводове, роти, батальони, полкове, бригади и дивизии, или техните военноморски и военновъздушни аналози.
Един от най-старите военни трудове е Изкуството на войната от китайския философ Сун Дзъ, написан през 6 век пр.н.е. Книгата от 13 части е предназначена като военна инструкция, а не като военна теория, но има огромно влияние върху азиатските военни доктрини, а от края на 19 век – и върху европейското и американското военно планиране.
Древните гърци и римляни също имат голямо наличие от трудове за провеждането на военни кампании. Сред най-известните римски произведения са тези на Юлий Цезар – коментарите за Галските войни и гражданската война – написани около 50 пр.н.е.
Два основни труда по военна тактика са написани в края на римския период: „Теория на тактиката" от Елиан Тактик и „За военните въпроси" от Вегеций. Първата разглежда военните тактики на гърците, и е най-влиятелният труд през византийската епоха и по време на ислямския златен век.
„За военните въпроси" формира основата на европейските военни тактики до края на 17 век. Може би най-трайната максима от този труд е Igitur qui desiderat pacem, praeparet bellum – „Нека този, който желае мир, да се готви за война".
Поради променящия се характер на сраженията (с въвеждането на артилерията през европейското Средновековие, и пехотното огнестрелно оръжие по време на Ренесанса), започват да се правят опити да се определят и дефинират тези стратегии, оперативно изкуство и тактики, които по-често биха постигали победа от времето, когато римляните са се молили на боговете преди битка.
По-късно това става известно като военна наука, която под влияние на последвалата Индустриална революция, след това възприема научния подход към провеждането на военните операции. В книгата си „За войната" пруския генерал-майор и водещ експерт в съвременната тогава военна стратегия Карл фон Клаузевиц, определя военната стратегия като „провеждането на битки, за да се постигне край на войната." Според Клаузевиц,

стратегията формира плана на войната, и за тази цел тя свързва заедно поредица от действия, които трябва да доведат до окончателното решение, което ще рече, че тя планира отделните кампании и провеждането на битките във всяка от тях.

Следователно, Клаузевиц поставя политическите цели по-високо от военните, осигурявайки гражданския контрол над военните. Военната стратегия е един от трите стълба на военното изкуство или наука, които регулират военните действия, а другите са: военната тактика (изпълнението на плановете и маневрирането на силите по време на битка) и поддръжката на армията.
Смисълът на военната тактика се е променил с течение на времето – от въвеждането и маневрирането на цялата сухопътна армия или флот по времето на битките в Античността, до модерната употреба на малки единици за засада, обкръжение, бомбардировки, фронтална атака, въздушен десант, използвани основно от партизански сили и, в някои случаи, до самоубийствени атаки по суша и море. Еволюцията на въздушната война въвежда своя собствена тактика на въздушния бой. Често се използва измама, под формата на военен камуфлаж или заблуда с използването на примамки и фалшиви макети и др., за да се обърка врага относно действителната тактика.
Основно развитие в пехотната тактика настъпва с навлизането на окопната война през 19 и 20 век. Тя се използва основно по време на Първата световна война в битката при Галиполи и на Западния фронт. Окопната война често води до патови ситуации с големи загуба на жива сила, защото за да атакува окопалия се враг, войниците трябва да прекосят оголената ничия земя под тежкия вражески обстрел.

## Военна история
Военната история често се приема за историята на всички конфликти, а не просто историята на въоръжените сили на държавите. Тя се различава до известна степен от историята на войната с военна история, акцентираща върху хората и институциите на войната, докато историята на войната се фокусира върху еволюцията на самата война, т.е. променящите се технологии, правителства и география.
Военната история има редица цели. Сред основните цели е да се поучим от минали постижения и грешки, с цел по-ефективното воюване в бъдеще. Другите цели са да се създаде чувство на военна традиция, която се използва за създаване сплотяване военни сили и да се предотвратяват по-ефективно войните. Човешкото познание за въоръжените сили до голяма степен се основава на записаната и устната история на военните конфликти (войни) и участващите в тях военни сили.
Има 2 вида военна история, въпреки че в по-голямата част от литературата има елементи и от двата:
- описателна история, която е хроника на конфликти, без да предлага анализи за причините, характера, завършването и последиците от конфликтите, както и
- аналитична история, която се стреми да опише причините, характера, края и последиците от конфликтите, като средство за извличане на знания и разбиране на конфликтите като цяло, с цел да се предотврати повтарянето на грешки в бъдеще, както и да предложи по-добри концепции или методи при употребата на сили или да се пропагандира за нуждата от нови технологии.

## Технологии
Както при всеки друг специфичен поминък, от най-древни времена военните са разграничавани от другите членове на обществото чрез своите инструменти, бойни оръжия и военно оборудване, използвани по време на битка. Когато по време на каменната епоха хората поставят парче кремък на върха на копието, това е първият пример за прилагането на технология за подобряване на оръжието.
Оттогава, прогресът в човешкото общество и този на оръжията са безвъзвратно свързани. Каменните оръжия дават път на оръжия от бронзовата, а по-късно и от желязната епоха. С всяка технологична промяна се реализира някакво осезаемо увеличаване на военните възможности, като например по-голяма ефективност на пробиващия връх при проникване през кожена броня, или подобрени материали, използвани при производството на оръжия.
По суша, първият наистина значителен технологичен напредък във военното дело е развитието на метателни оръжия и най-вече на прашката. Следващият значителен напредък идва с опитомяването и язденето на коня.
Може да се каже, че най-голямото изобретение (които засяга не само военните, но и цялото общество) след приемането на огъня, е колелото, и използването му при колесницата. След това няма напредък във военните технологии до развитието на обсадните на машини. Лъкът се изработва във все по-големи и по-мощни версии, едновременно увеличаващи обхвата на оръжието и проникващата му сила спрямо бронята. Те включват композитния и/ или двойноизвит лък, и арбалета в Древен Китай. Това се оказа особено полезно по време на възхода на кавалерията, когато конници, облечени във все по-здрави брони започват да доминират на бойното поле.
Малко по-рано в средновековен Китай е изобретен барута, който все по-често започва да се използва по време на битка. Използването на барут при ранните вазоподобни огнестрелни оръжия в Европа, както и усъвършенстваните версии на дългия лък и арбалета с бронебойни стрели, слагат край на господството на бронирания рицар. След дългия лък, който изисква голямо умение и сила, следващата най-значителен технологичен напредък е мускета, който може да се използва ефективно с малко обучение. След време, наследниците на първите мускети и оръдия, под формата на пушки и артилерия, стават основните оръжия на бойното поле.
С увеличаването на скоростта на цивилния технологичен напредък, военното дело става все по-индустриализирано. Новосъздадените изобретения като картечница и револвер предефинират огневата мощ на бойното поле и в частност, обясняват големия брой жертви по време на Американската гражданска война. Следващият пробив е преминаването на артилерийския парк от предно към задно зареждане, и по-специално на изключително подвижното, безоткатно 75-mm френско оръдие в края на 19 век.
Внедряването на задното зареждане има най-голям ефект върху военните действия по море, като променя за първи път от началото на Средновековието начина на подреждане на оръдията на бойния кораб, и оттам – и на военноморската тактика, която вече не разчита на платна, а на двигатели с вътрешно горене. Следващият напредък във военноморските технологии е проектирането на подводницата и торпедото.
Важна характеристика на организираните военни сили са танковете, БТР-ите, военните самолети и корабите.
През Първата световна война необходимостта да се прекрати патовата ситуация на окопната война води до бързото развитие на много нови технологии, по-специално на танковете и военната авиация. Военната авиация се използва широко и за бомбардировки по време на Втората световна война, които бележат най-ужасяващия период в развитието на оръжията в историята. През тази война са въведени много нови проекти и концепции, а между 1939 и 1945 г. са подобрени всички дотогава съществуващи технологии.
По време на войната значителен напредък е постигнат във военните комуникации чрез използване на радиото; във военното разузнаване, чрез използването на радар; и във военната медицина, чрез използване на пеницилина, а във въздуха за първи път се появяват ракети, реактивни самолети и хеликоптери. Може би най-печално известната от всички военни технологии е създаването на атомната бомба, макар че последиците от радиацията не са били известни до началото на 1950-те години. По-голямата употреба на военни превозни средства най-накрая елиминира кавалерията от структурата на военните сили.
След Втората световна война, с настъпването на Студената война, е институционализирано постоянното технологично развитие на нови оръжия, като участниците са въвлечени в постоянна надпревара във въоръжаването. Това състояние на постоянно развитие продължава и в настоящето, и остава перманентен източник на източване на национални ресурси, за което някои обвиняват военно-промишления комплекс.
Едно от най-значимите технологични постижения, които са повлияли върху начина на водене на военните действия са управляемите ракети, които се използват от всички родове войски. Информационните технологии и използването им при наблюдение, включително и на базирани в Космоса системи за разузнаване, започват да играят все по-голяма роля във военните действия.
Въздействието на информационната война, която се фокусира върху атакуване на командните комуникационни системи, както и на военните бази данни, е съчетано с новото развитие във военната технология и използването на роботизирани системи в разузнаването, както в хардуерни, така и в софтуерни приложения.
Също така се разви интерес към използването на възобновяеми горива за придвижване на военни превозни средства. За разлика от изкопаемите горива, възобновяемите могат да се произвеждат във всяка страна, и да постигнат създаване на стратегическо предимство. Американската армия вече се ангажира 50% от потреблението ѝ на енергия да идва от алтернативни източници.
Многоцелевите ядрени глави с отделно насочване, междуконтиненталните балистични ракети и Цар бомба се смятат за най-разрушителните оръжия, измислени дотогава.